# Toos-Express
Toos-Express (eerder Achtbaan en Boomerang) is een kleinschalige indoorachtbaan uit 2001 in het Nederlandse Attractiepark Toverland te Sevenum. Het is een custom versie van de Junior Coaster, gemaakt door het Nederlandse bedrijf Vekoma. De attractie werd op 19 mei 2001 in gebruik genomen, tegelijk met de opening van het park.

## Details
De 12 meter hoge en 320 meter lange familie-achtbaan is gelegen in het themagebied 'Land van Toos' en het was de eerste achtbaan in het park. Tot 2003 heette hij dan ook gewoon Achtbaan. Daarna werd de naam Boomerang gebruikt tot de hernoeming van een aantal themagebieden en attracties in 2018. De nieuwe naam kwam tot stand door een prijsvraag via de pretparknieuwssite Looopings, waarop fans een naam konden insturen.
De maximumsnelheid bedraagt 60 km/h en een complete rit duurt 52 seconden, wat een gemiddelde snelheid van 22,2 km/h geeft.